# 2025년 3월 13일~16일 토네이도 발생
2025년 3월 토네이도 발생사태는 2025년 3월 13일부터 16일까지 3월 기준으로 기록상 두 번째로 큰 규모의 치명적이고 파괴적인 토네이도 발생 사태이다. 이는 미국 중서부에서 동부 지역까지 광범위하게 영향을 미쳤다. 추가적인 강한 폭풍과 피해는 동부 해안 지역에서도 발생했다.
3월 13일, 미국 국립기상청 폭풍예보센터(SPC)는 3월 14일 중서부 및 남동부 일부 지역에 대한 강한 폭풍 발생 가능성을 경고하며 "중간 위험(moderate risk)" 경보를 발령했다. 이후 미주리주 남중부의 롤라(Rolla)와 하트빌(Hartville) 및 아칸소주 북부 지역을 강타한 여러 개의 강력한 토네이도가 발생했다.
이 기간 동안 여러 개의 토네이도가 보고되었으며, 그중에는 미주리주 남부를 지나간 다수의 EF3 등급 토네이도, 밴 뷰런(Van Buren)과 프리몬트(Fremont) 지역에 토네이도 비상사태를 촉발한 EF3 토네이도, 미주리주 빌라 리지(Villa Ridge)를 강타한 EF2 토네이도와 그레이터 세인트루이스(Greater St. Louis) 지역으로 이동한 또 다른 EF2 토네이도, 아칸소주 체로키 빌리지(Cherokee Village) 등을 포함한 여러 지역을 강타한 강력한 토네이도, 아칸소주 프랭클린(Franklin) 남서부를 강타한 낮은 EF4 등급 토네이도, 아칸소주 디아즈(Diaz) 북서부의 한 주거 지역에 치명적인 피해를 입힌 높은 EF4 등급 토네이도, 미주리주 포플러 블러프(Poplar Bluff) 인근의 트레일러 공원을 강타해 한 명이 사망한 EF3 등급 토네이도, 그리고 미시시피주 엘리엇(Elliott)에서 큰 피해를 입힌 새벽 시간대의 EF2 등급 토네이도가 있었다. 전반적으로, 미주리주에서 최소 10명, 아칸소주에서 최소 3명이 사망했다.
3월 14일, 미국 국립기상청 폭풍예보센터(SPC)는 루이지애나주, 미시시피주, 앨라배마주 및 플로리다 팬핸들 일부 지역에 강한 폭풍 발생 가능성을 경고하며 "중간 위험(moderate risk)" 경보를 발령했다. 또한, 다음 날인 3월 15일에는 미시시피주와 앨라배마주 일부 지역에 토네이도 발생 가능성이 높은 "고위험(high risk)" 경보를 발령했다. 이는 SPC가 2일차에 "고위험" 경보를 발령한 세 번째 사례로, 이전에는 2006년 4월 7일과 2012년 4월 14일에만 발령된 바 있다.
3월 15일, 루이지애나 일부 지역과 미시시피주 및 앨라배마주 대부분의 지역에 PDS(특별위험기간) 토네이도 감시령이 발령되었다. 이날 오후와 저녁 시간 동안 "장거리 이동 가능성이 있으며 일부는 매우 강력할 수 있는 주요 토네이도"가 발생할 것으로 예상되었다.
오후 초반, 미시시피주의 월트홀군, 로렌스군, 매리언군, 제퍼슨데이비스군에 토네이도 비상사태가 발령되었으며, 해당 지역을 EF4 등급의 대형 토네이도가 지나갔다. 미시시피와 앨라배마에서는 오후와 저녁 내내 토네이도가 계속 발생했으며, 그중에는 미시시피주 테일러스빌(Taylorsville)을 강타한 토네이도와 앨라배마주 터스컬루사(Tuscaloosa) 북서쪽 고르도(Gordo)를 통과한 또 다른 토네이도도 포함되었다.
전체적으로 8개 주에 걸쳐 토네이도 관련 및 비토네이도 관련 영향으로 최소 43명이 사망했다. 지금까지 확인된 토네이도 수는 총 118개이며, 이번 발생은 발생 강도 척도(Outbreak Intensity Scale)에서 147점을 받아 '역사적인' 발생으로 분류되었다.